# New Hampshire Motor Speedway

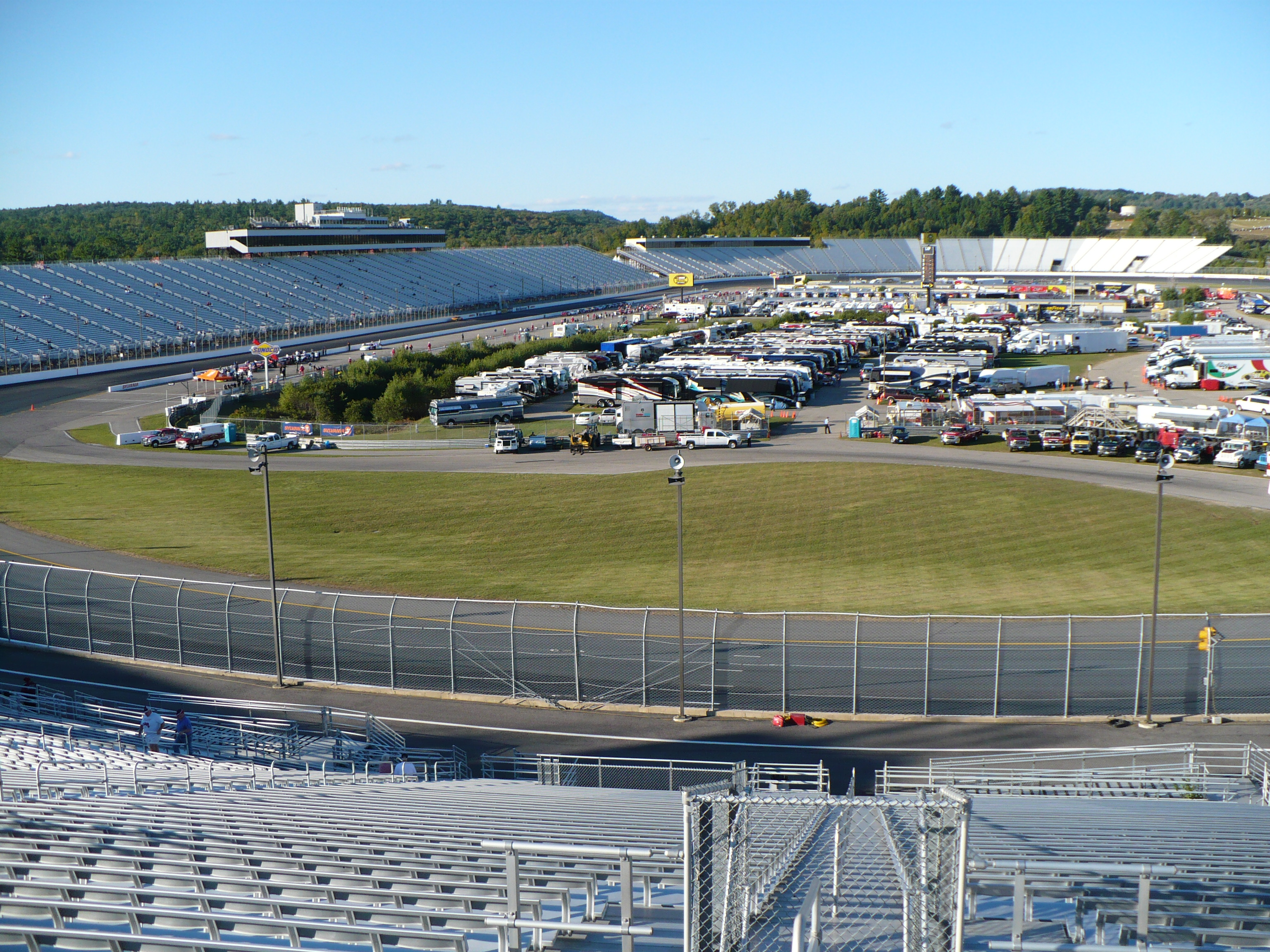
Panoramica del New Hampshire Motor Speedway.

Il New Hampshire Motor Speedway è un circuito automobilistico statunitense situato a Loudon nel New Hampshire. L'autodromo è di proprietà della Speedway Motorsports, e ha una capacità di 88.000 persone.